# Заслужений діяч мистецтв Азербайджанської РСР
Заслужений діяч мистецтв Азербайджанської РСР (азерб. Azərbaycan SSR əməkdar incəsənət xadimi) — почесне звання Азербайджанської РСР.
Присвоювалося Президією Верховної Ради Азербайджанської РСР за особливі заслуги в розвитку азербайджанської культури від 1928 до 1991 року.
Особи, відзначені почесним званням «Заслужений діяч мистецтв Азербайджанської РСР», отримували посвідчення та нагрудний знак почесного звання Азербайджанської РСР. Нагрудний знак почесного звання носився на правій стороні грудей.

## Історія
Засновано 28 березня 1928 року. Одним з перших званням був відзначений Абдуррагім Ахвердов.

## Відомі нагороджені
Див. категорію Заслужені діячі мистецтв Азербайджанської РСР